# Époque georgienne

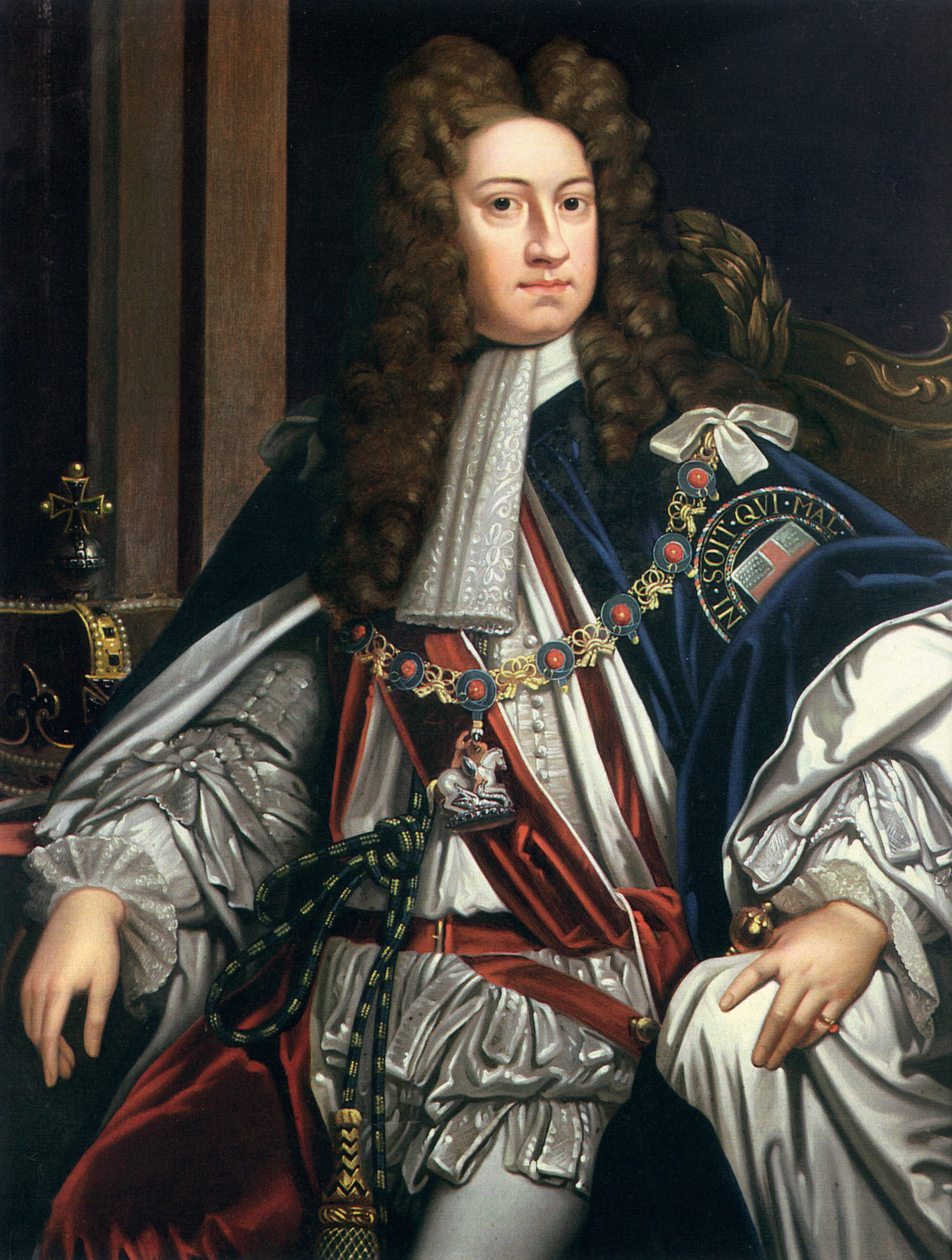
Portrait de George Ier.

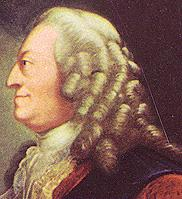
Portrait de George II.

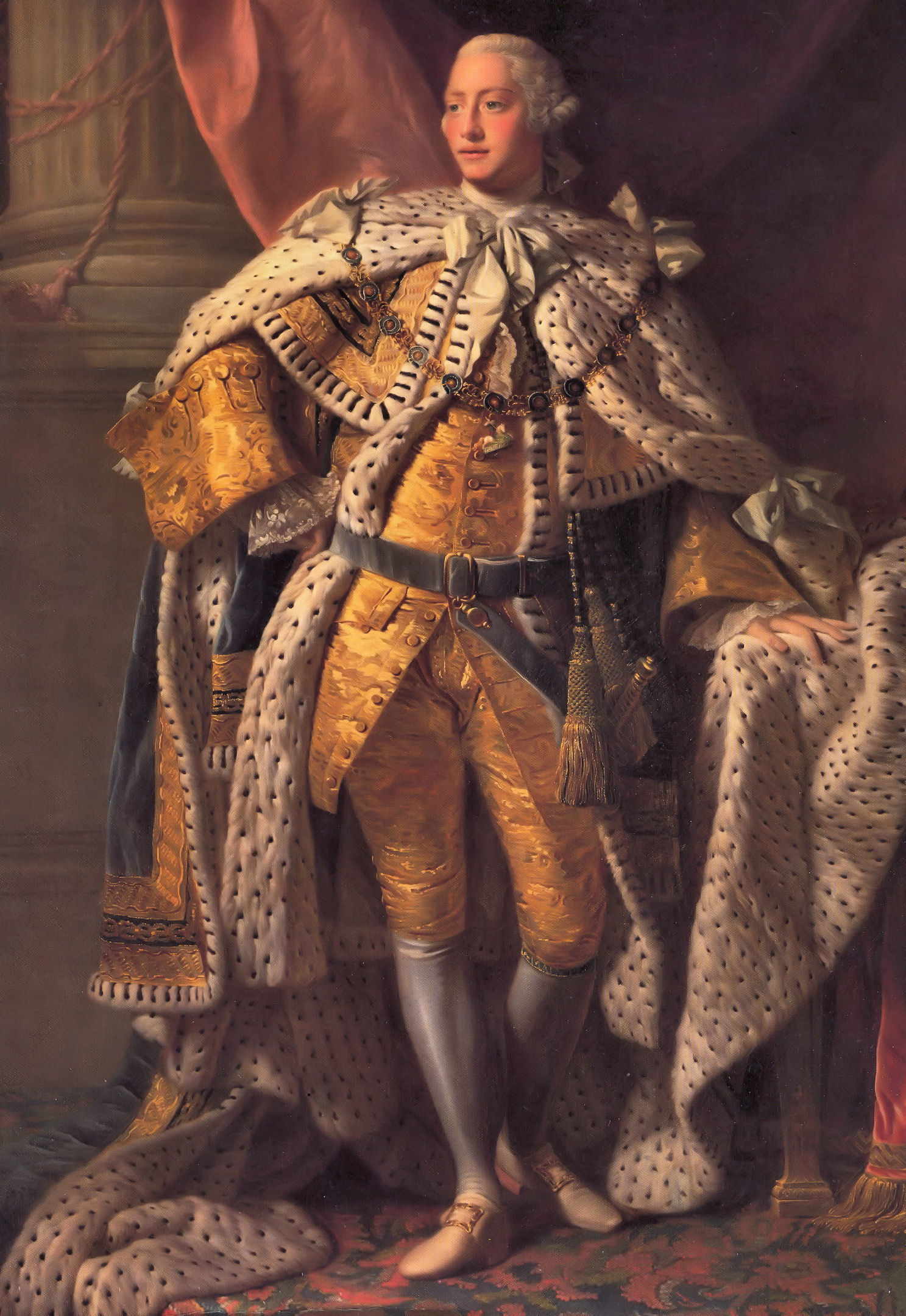
Portrait de George III, lors de son couronnement.

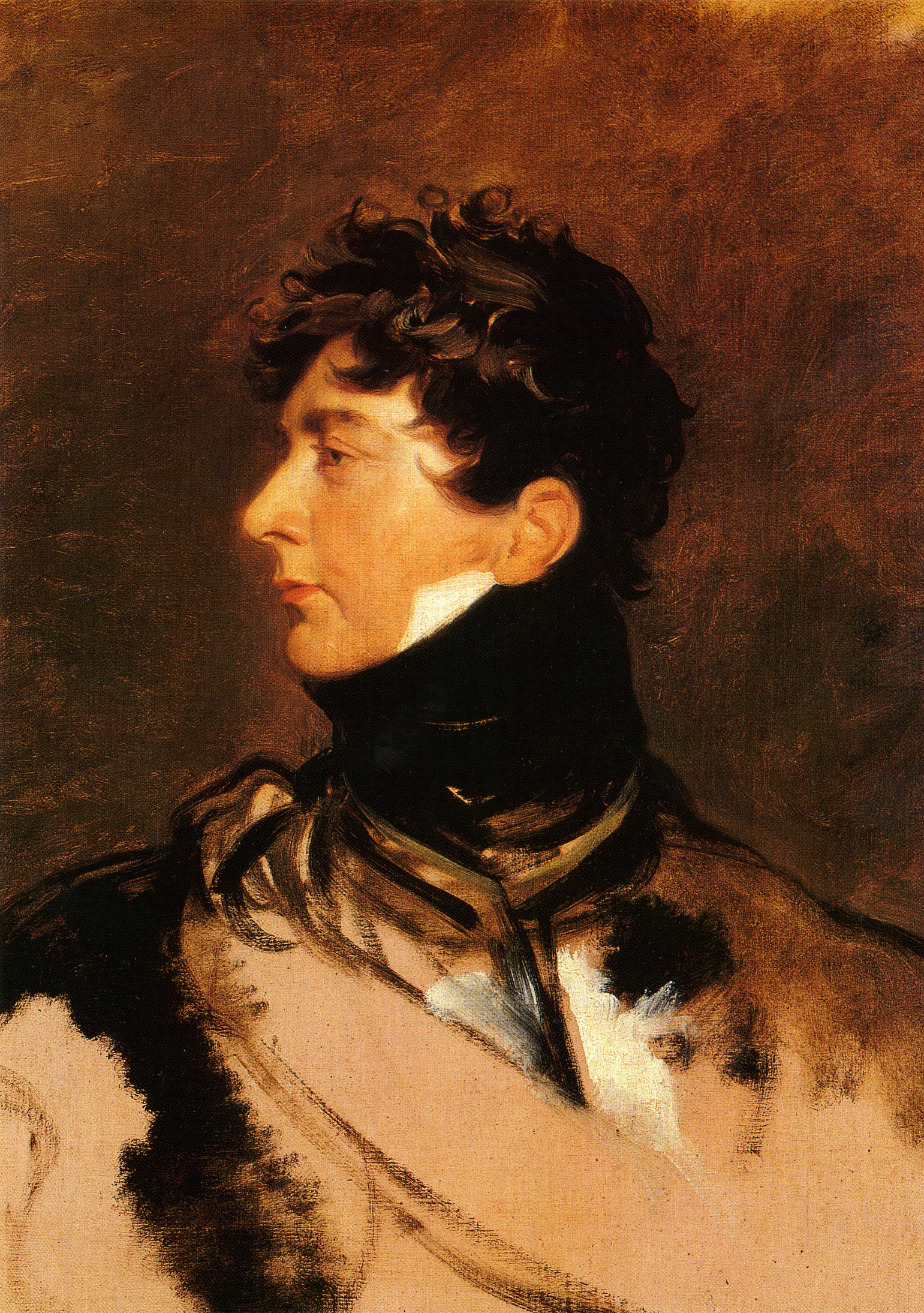
Portrait de George IV.

L’époque georgienne est une période de l'histoire britannique normalement définie par les règnes des rois George Ier, George II, George III et George IV, c'est-à-dire un laps de temps allant de 1714 à 1830, entrecoupé par la période intermédiaire de la régence du futur George IV, alors prince de Galles, pendant la maladie de son père George III, de début 1811 à 1820.
Il arrive que le règne de Guillaume IV, de 1830 à 1837, soit également inclus dans cette période.
Le qualificatif de « georgien » s'applique normalement dans le contexte de l'architecture (« architecture georgienne ») ou de l'histoire sociale.
L'époque georgienne prépare l'ère victorienne qui suivra, par les bouleversements qui se dessinent alors successivement : perte des colonies américaines, Révolution française et débat d'idées correspondant en Angleterre, première apparition des idées féministes, victoire sur la France napoléonienne, mouvement anti-esclavagiste et abolition de l'esclavage en 1833, naissance de la société industrielle et troubles sociaux, naissance de l'Empire britannique…
Sur le plan artistique et littéraire, c'est une période féconde, avec Thomas Gainsborough, Sir Joshua Reynolds, William Turner, Henry Fielding, Mary Shelley, Jane Austen, ainsi que Georg Friedrich Haendel dans le domaine de la musique et Coleridge et Wordsworth pour la poésie. William Kent et Robert Adam confèrent leurs lettres de noblesse à l'architecture georgienne.

## Bouleversements de la société anglaise
La période georgienne est une époque d'immenses changements sociaux en Grande-Bretagne, avec la naissance de l'Empire britannique.
Les réformes sociales entreprises par des hommes politiques tels que Robert Peel, et des avocats de ces réformes comme William Wilberforce, Thomas Clarkson et des membres de la secte de Clapham commencent à apporter des changements radicaux dans des domaines tels que l'abolition de l'esclavage, la réforme des prisons et la justice sociale. Un renouveau du christianisme a lieu dans l'Église d'Angleterre avec des hommes comme John Wesley (qui fondera plus tard l'église méthodiste) et John Newton, et également avec la montée des anticonformistes tels que George Whitefield et divers groupes de « Dissidents » (Dissenters).
Des philanthropes et des écrivains, tels qu'Hannah More, Thomas Coram, Robert Raikes et Beilby Porteus, évêque de Londres, commencent à mettre en cause les maux sociaux de l'époque, ce qui conduit à la création d'hôpitaux, d'écoles du dimanche et d'orphelinats.
La perte des colonies américaines et la Révolution américaine sont considérés comme des désastres nationaux. En Europe, à la suite des guerres révolutionnaires, les guerres napoléoniennes durent pendant près d'un quart de siècle, offrant à la ferveur populaire des hommes d'État et des héros tels que Wellington et l'amiral Nelson.
L'expansion de l'empire apporte la gloire à des hommes d'État et des explorateurs tels que Robert Clive, le capitaine Cook, et jette les bases du développement de l'Empire britannique partout dans le monde que l'on verra ensuite pendant l'ère victorienne et la période edwardienne.

## Contexte historique

### Perte des colonies américaines
La guerre d'indépendance des États-Unis d'Amérique oppose les colons britanniques d'Amérique du Nord, à leur métropole, la Grande-Bretagne, de 1775 à 1783.
Les Britanniques nomment les colons américains révoltés « insurgents » ou encore « Patriots ». La guerre d'indépendance américaine est considérée comme l'un des aspects de la révolution américaine qui permet aux États-Unis d'accéder à l'autonomie et de construire des institutions républicaines. Événement fondateur de l'histoire du pays ainsi que, par ricochet, du Canada anglais par l'expulsion de 50 000 loyalistes dans une population de 90 000 francophones du Québec, la guerre entraîne à partir de 1777 d'autres puissances européennes, parmi lesquelles la France, qui y tient un rôle important.
La France s'engage dans la guerre d'indépendance américaine, d'abord par la fourniture de matériel et d'aides en faveur des insurgés, puis officiellement en 1778. L'aide française navale et terrestre et le soutien de ses alliés contribuent à la victoire américaine, notamment à la bataille de Yorktown, et se conclut par le traité de Paris de 1783.

### Lutte contre la France
Les guerres napoléoniennes, qui opposent entre 1803 et 1815 l'Empire français à diverses coalitions européennes au périmètre variable, s’inscrivent dans le prolongement des guerres nées de la Révolution française. Ces guerres révolutionnent les armées européennes et se déroulent à une échelle sans précédent par le recours à la levée en masse de soldats. L'armée britannique passe ainsi de 40 000 hommes en 1793 à 250 000 en 1813, dont près d'un cinquième (52 000) composé de soldats étrangers.
La puissance militaire française se manifeste rapidement, pour conquérir l'essentiel de l'Europe, mais s'effondre après la désastreuse campagne de Russie de 1812. L'Empire napoléonien subit finalement une défaite militaire totale, qui se traduit par la restauration des Bourbon sur le trône de France.
Il n'y a pas de consensus pour définir précisément quand se terminent les guerres de la Révolution française et quand commencent les guerres napoléoniennes : ce peut être le 5 novembre 1799, lorsque Bonaparte s'empare du pouvoir en France lors du coup d'État du 18 Brumaire ; ce peut être aussi le 18 mai 1803, lorsqu'une nouvelle déclaration de guerre entre la France et l'Angleterre met fin à la seule période de paix que connait l'Europe entre 1792 et 1814 ; ce peut être enfin le 2 décembre 1804, lorsque Bonaparte se couronne lui-même empereur.
Les guerres napoléoniennes se terminent après la défaite finale de Napoléon à Waterloo, le 18 juin 1815, et le Traité de Paris signé la même année.
Outre la restauration des Bourbon en France, elles entraînent par ailleurs la disparition du Saint-Empire romain germanique. Dans le même temps, l'Empire colonial espagnol commence à se disloquer, après l'occupation de l'Espagne par les troupes françaises, qui fragilisent la mainmise de l'Espagne sur ses colonies ; les colonies espagnoles, galvanisées par Simón Bolívar, s'inspirent de la Révolution française pour contester la souveraineté espagnole et lancer des révolutions nationalistes en Amérique latine. En conséquence directe des guerres napoléoniennes, l'Empire britannique devient alors la première puissance mondiale pour le siècle qui s'ouvre.

### Naissance de l'Empire britannique
Après la perte des treize colonies américaines, puis après la victoire sur la France qui lui laisse le champ libre, le Royaume-Uni développe son « second empire colonial », qui, entre 1815 et 1914 — appelé le « siècle impérial » par quelques historiens — s'accroît de territoires représentant 25 899 881 km2, peuplés d'environ 400 millions de sujets.

## La société georgienne à l'aube duXIXesiècle

### Échelle des revenus dans la société georgienne

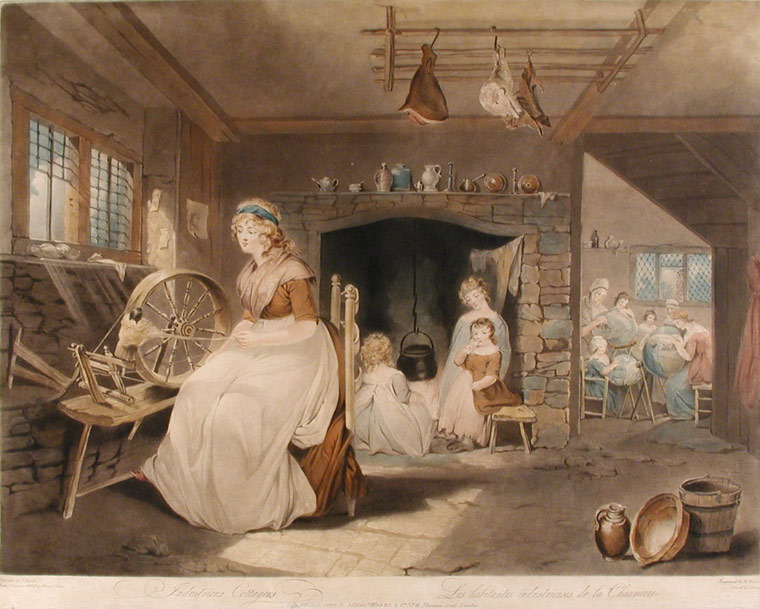
Intérieur paysan en 1801.
Par William Ward, d'après James Ward.

Vers 1805, la répartition de la population et des revenus de l'Angleterre et du Pays de Galles réunis, pour trois classes sociales importantes, est la suivante :
- Nobles titrés et gentlemen : 1,2 % du nombre total de familles[N 1], bénéficiaires de 13,9 % du revenu total du pays ;
- Militaires et marins : 11,1 % du nombre total de familles, bénéficiaires de 5,2 % du revenu total ;
- Villageois (cottagers) et pauvres : 11,9 % du nombre total de familles, bénéficiaires de 1,3 % du revenu total.

L'éventail des revenus annuels moyens selon la profession est en 1805 :
- Travailleur agricole : 40 livres par an ;
- Maître d'école : 45 livres ;
- Policier : 50 livres ;
- Haut fonctionnaire : 150 livres ;
- Clergyman : 260 livres ;
- Avocat ou avoué : 350 livres.

### Les idées révolutionnaires
La Révolution française et ses idées entraîne en Angleterre un grand débat d'idées. La controverse révolutionnaire (Revolution Controversy) est le nom donné à ce débat, mené en Grande-Bretagne au sujet de la Révolution française, et qui dura de 1789 à 1795.
Les écrivains Thomas Paine, William Godwin et Mary Wollstonecraft prennent parti pour les idées de la Révolution, et publient un certain nombre d'écrits sur la défense des droits de l'Homme, auxquels Mary Wollstonecraft ajoute son Défense des droits de la femme, un des tout premiers textes développant des thèses féministes.

### Bouleversements économiques et sociaux

#### Situation économique et révolution industrielle
C'est l'Angleterre georgienne qui donne naissance à la « Révolution industrielle » :
En Europe, au XVIIe siècle, l’Angleterre est une exception à plus d’un titre. Elle fait exception sur le plan culturel. Depuis le traité de Westphalie de 1648, qui stabilise la situation en Europe, en consolidant la France, l’Europe du Nord est stable sur le plan religieux, l’anglicanisme s’impose et se rapproche du protestantisme. Cette partie du monde se détache. Le parlementarisme anglais émerge. Les conceptions économiques des britanniques prennent une évolution radicale avec le libéralisme d’Adam Smith, qui reconnaît la valeur économique de l’individu, avec des droits. Le système des corporations disparaît avec l’apparition des brevets. Mais l’Angleterre étant une île, elle s'impose une politique maritime ambitieuse. Au XVIIIe siècle, le Royaume-Uni possède une grande flotte maritime, un grand capital technique et économique. L’affrontement franco-anglais est à son paroxysme. Les Anglais dominent la mer, malgré les grands efforts français. L'avance anglaise est technique (chronomètre de marine) et la richesse française se dilue alors dans sa puissance démographique (un Européen sur cinq est alors français).
C’est dans ce contexte que naît la révolution industrielle. Sa précocité en Angleterre pose la question de ses origines. Plusieurs facteurs sont avancés : l'empire colonial, la spécialisation industrielle précoce et la puissance financière.

#### Situation sociale et révolte
Avec la fin des guerres napoléoniennes avec la France, le Royaume-Uni entra dans une période de dépression économique accrue et d'incertitude politique, caractérisée par le mécontentement et l'agitation sociale. Le parti politique des Radicaux publia un prospectus intitulé Le Registre politique (The Political Register), que ses rivaux connaissaient sous le nom de « The Two Penny Trash » (« La feuille de choux à deux sous »). La marche de protestation que l'on a appelée March of the Blanketeers (« le défilé des porteurs de couvertures », ainsi appelés du fait des couvertures que portait chaque manifestant) vit 400 fileurs et tisseurs défiler de Manchester à Londres en mars 1817, dans le but de remettre une pétition au gouvernement.
De leur côté, en 1811 et 1812, les Luddites endommagèrent et détruisirent des machines dans le nord-ouest industriel de l'Angleterre. Le massacre de Peterloo de 1819 commença comme une manifestation de protestation qui vit 60 000 personnes se rassembler pour protester contre leurs conditions de vie, avant d'être étouffée par l'armée, entraînant la mort de 11 personnes et en laissant quelque 400 autres blessées. La conspiration de Cato Street de 1820 chercha à faire sauter le Cabinet, avant de poursuivre sa route pour prendre d'assaut la Tour de Londres et renverser le gouvernement. Mais cette révolte fut également contrée, et les conspirateurs exécutés ou déportés en Australie.

### Condition féminine

#### Éducation
À l'orée du XIXe siècle, les pensionnats pour jeunes filles existent déjà, même si, dans l'aristocratie, c'est le recours à une gouvernante qui est la solution normale pour former les filles de la famille.
Outre, bien sûr, la lecture, l'écriture et le calcul (« les trois R », Reading, (W)riting, and Reckoning), l'enseignement, tout au moins au début de l'époque victorienne, est très centré sur les accomplishments, les talents que l'on attend chez une jeune femme accomplie : dentelle, broderie, point de croix, qu'on appelle work (« ouvrage »), connaissance du français, voire de l'allemand et de l'italien, du dessin, de l'aquarelle, du chant, de la danse, du piano, etc. La maîtrise du piano et du chant était en particulier tenue en grande estime, puisqu'elle permettait d'animer des soirées autrement privées de toute musique.

#### Métiers féminins

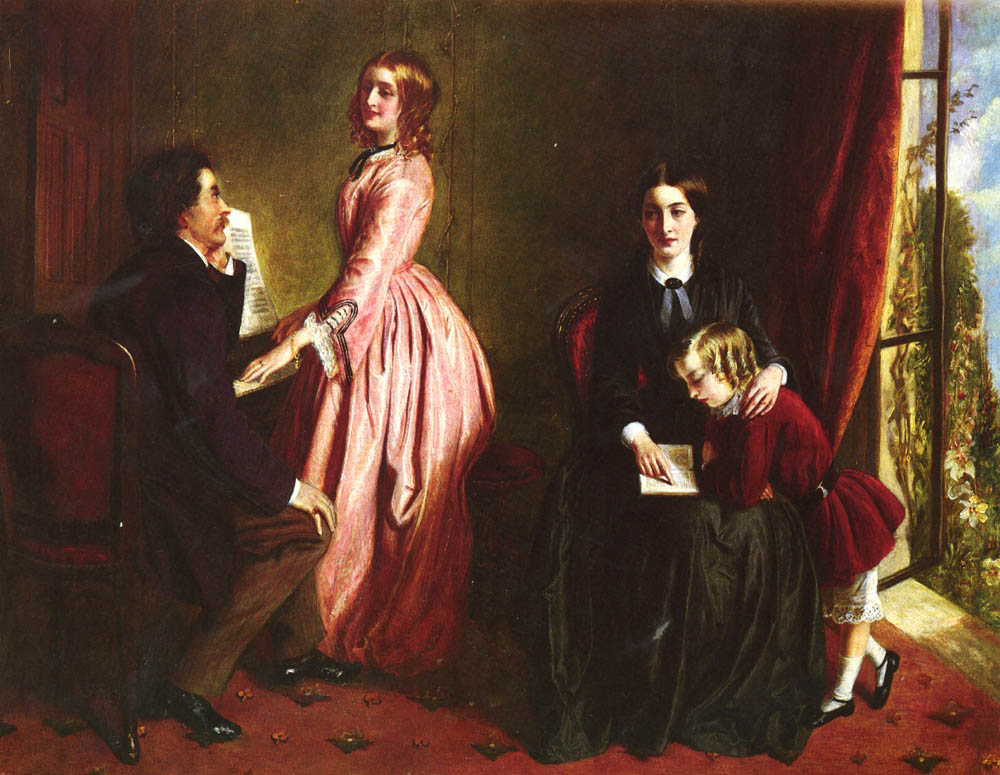
La Gouvernante, Rebecca Solomon, 1854.
La gouvernante est tout habillée de noir, ce qui marque son statut, en fort contraste avec la demoiselle de la maison.

Le développement très progressif de l'instruction chez les filles est à mettre en relation avec l'absence de métiers féminins pour une jeune fille de bonne famille, à l'exception précisément d'un travail de gouvernante, ou de maîtresse d'école. D'ailleurs, l'idée même qu'une femme puisse avoir une profession, avec le statut et l'indépendance financière qui l'accompagnent, est du domaine de l'impensable. Comme l'écrit en 1792 Mary Wollstonecraft dans son fameux A Vindication of the Rights of Woman (Défense des droits de la femme) 

« How many women thus waste away the prey of discontent, who might have practiced as physicians, regulated a farm, managed a shop, and stood erect, supported by their own industry, instead of hanging their heads? 
Combien de femmes dépérissent ainsi en proie au mécontentement, alors qu'elles auraient pu exercer comme médecins, diriger une ferme ou gérer une boutique, et se tenir debout, vivant de leur travail, au lieu de courber la tête ? »

#### Droits

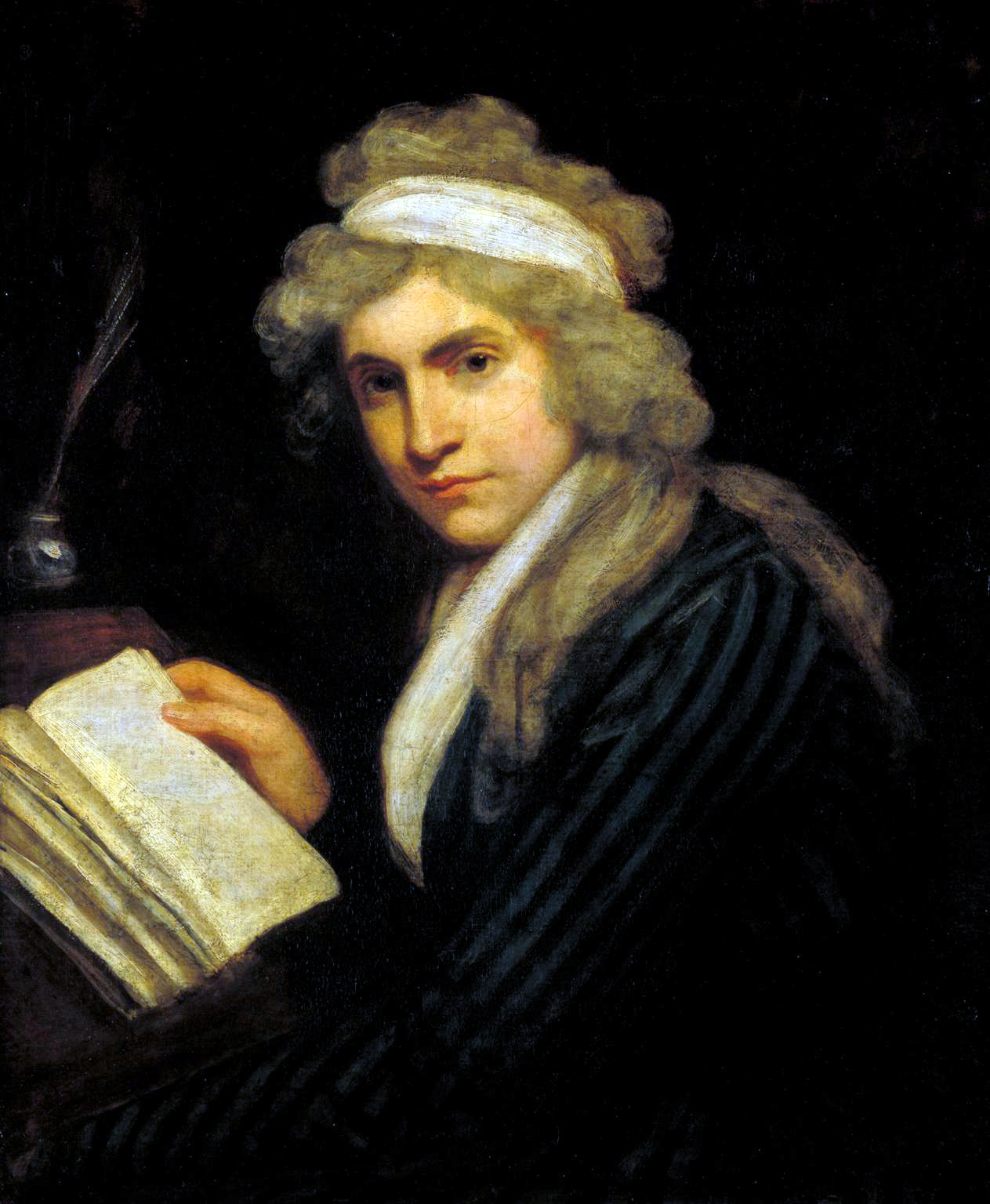
Portrait de Mary Wollstonecraft, auteur de Défense des droits de la femme.
Par John Opie, Tate Gallery.

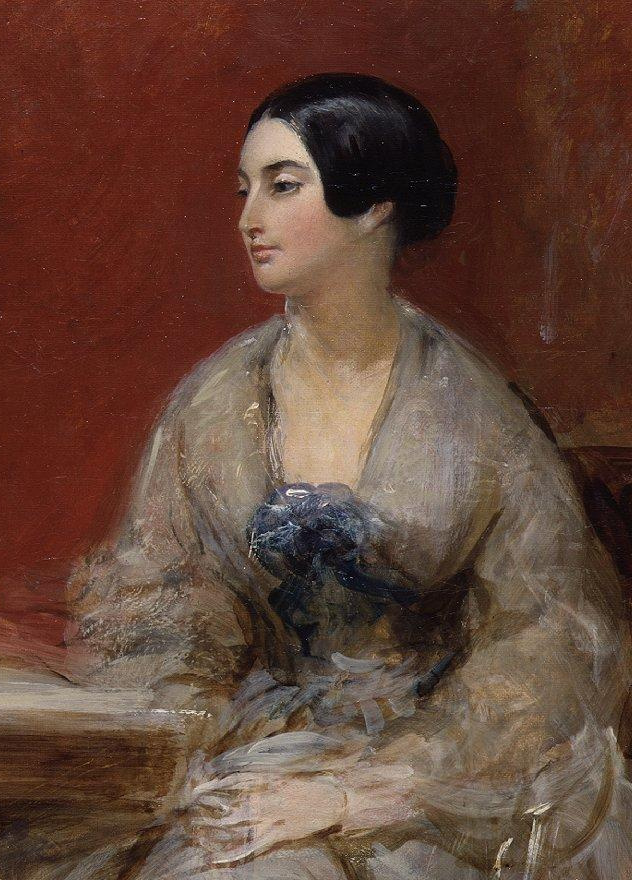
Portrait de Caroline Norton, devenue auteur féministe à la suite de son expérience dramatique de la loi anglaise de l'époque.

Selon William Blackstone, dans ses Commentaries on the Laws of England (Oxford, 1765), ses « Commentaires sur les lois anglaises », l'homme et la femme, par le mariage, ne sont plus qu'une seule et même personne : pendant le mariage, la personnalité juridique de la femme est réputée suspendue, et tout ce qu'elle fait l'est sous la protection de son mari (under his cover). De ce principe découlent les droits, les devoirs et les incapacités juridiques réciproques des époux. Ainsi un homme ne peut ni faire une donation à sa femme, ni signer un pacte avec elle, car cela supposerait qu'elle ait une existence légale autonome. Il peut en revanche lui transmette des biens par une disposition testamentaire, puisque la couverture juridique de la femme (coverture) cesse avec la mort du mari.
Une femme qui subit un préjudice touchant à sa personne ou à ses biens ne peut intenter une action en justice qu'avec l'agrément et l'action en justice de son mari. En sens inverse, on ne peut attaquer une femme en justice qu'en attaquant son mari.
Cette absence de personnalité juridique pour la femme mariée sera au centre de la retentissante et longue affaire de divorce qui oppose, à partir des années 1830, Caroline Norton à son mari, ivrogne et brutal. Le contrat qu'elle avait signé avec son mari pour préciser les conditions financières de leur séparation est en effet reconnu frappé de nullité, puisque Caroline Norton n'a aucune existence juridique.

### Abolition de l'esclavage

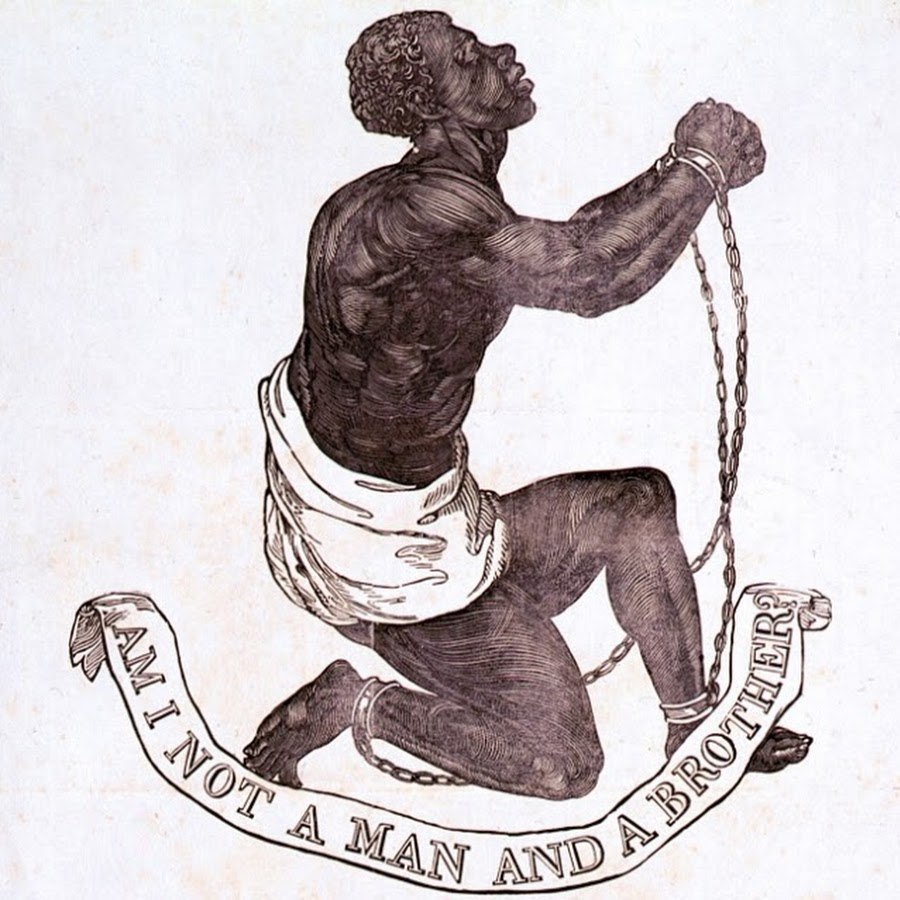
Am I Not a Man and a Brother?, illustration du célèbre médaillon antiesclavagiste dessiné par William Hackwood ou Henry Webber pour le compte de Josiah Wedgwood, vers 1787.

Au Royaume-Uni, le mouvement anti-esclavagiste s'inscrit dans le sillage du renouveau religieux impulsé par le fondateur du méthodisme, le prédicateur John Wesley, et plus largement dans une perspective évangélique. Les quakers en sont les précurseurs, mais c'est avec la première des associations anti-esclavagistes non exclusivement quaker, la « Société pour l'abolition de la traite » (Society for Effecting the Abolition of the Slave Trade) créée le 22 mai 1787, que le combat abolitionniste prendra toute son ampleur dans le monde britannique. Réaliste dans ses objectifs, elle vise non à abolir l'esclavage en tant que tel dans les colonies britanniques, mais à en tarir la source en mettant fin à la traite négrière dans le cadre du commerce triangulaire. Cet « abolitionnisme pragmatique » ne détourne pas la société de son objectif ultime, à savoir abolir la condition d'esclave elle-même : elle espère simplement « qu'en tarissant l'esclavage à la source, on obligera les maîtres à mieux traiter leurs esclaves puis à les affranchir, afin de combler le déficit de main-d'œuvre provoqué par l'arrêt de la traite ».

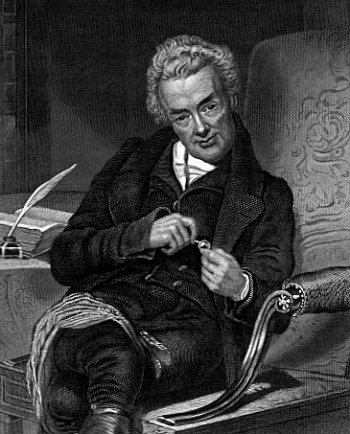
William Wilberforce

Son principal relais au niveau parlementaire est William Wilberforce, un jeune député méthodiste du Yorkshire qui s'est fait connaître par son implication dans la lutte contre le travail des enfants. Cependant, confronté à la violente opposition des planteurs, il n'obtient pas des Communes la loi d'abolition de la traite en 1788. L'autre personnalité marquante du mouvement est le quaker Thomas Clarkson qui joue un rôle de propagandiste efficace auprès de la population britannique.
Les campagnes pétitionnaires se multiplient dès lors fortement : en 1792, 500 pétitions réunissent 390 000 signatures. En réaction à cette revendication, le Conseil privé de la Couronne diligente en 1788 une enquête sur les conditions de la traite. En 1796, sous l'impulsion de Wilberforce, la Chambre des communes vote l'abolition de la traite négrière, différée, du fait de l'opposition de la Chambre des lords, au 23 février 1807 lorsque Wilberforce obtient un vote favorable des Communes à une large majorité.
En 1833, le flot des pétitions réclamant l'abolition de l'esclavage devient particulièrement spectaculaire : le gouvernement en reçoit cette année-là plus de 5000 réunissant au total plus d'un million et demi de signatures. Le 28 août 1833, le roi Guillaume IV sanctionne l'abolition bill voté par le Parlement britannique.

### Moyens de transport

#### Véhicules hippomobiles

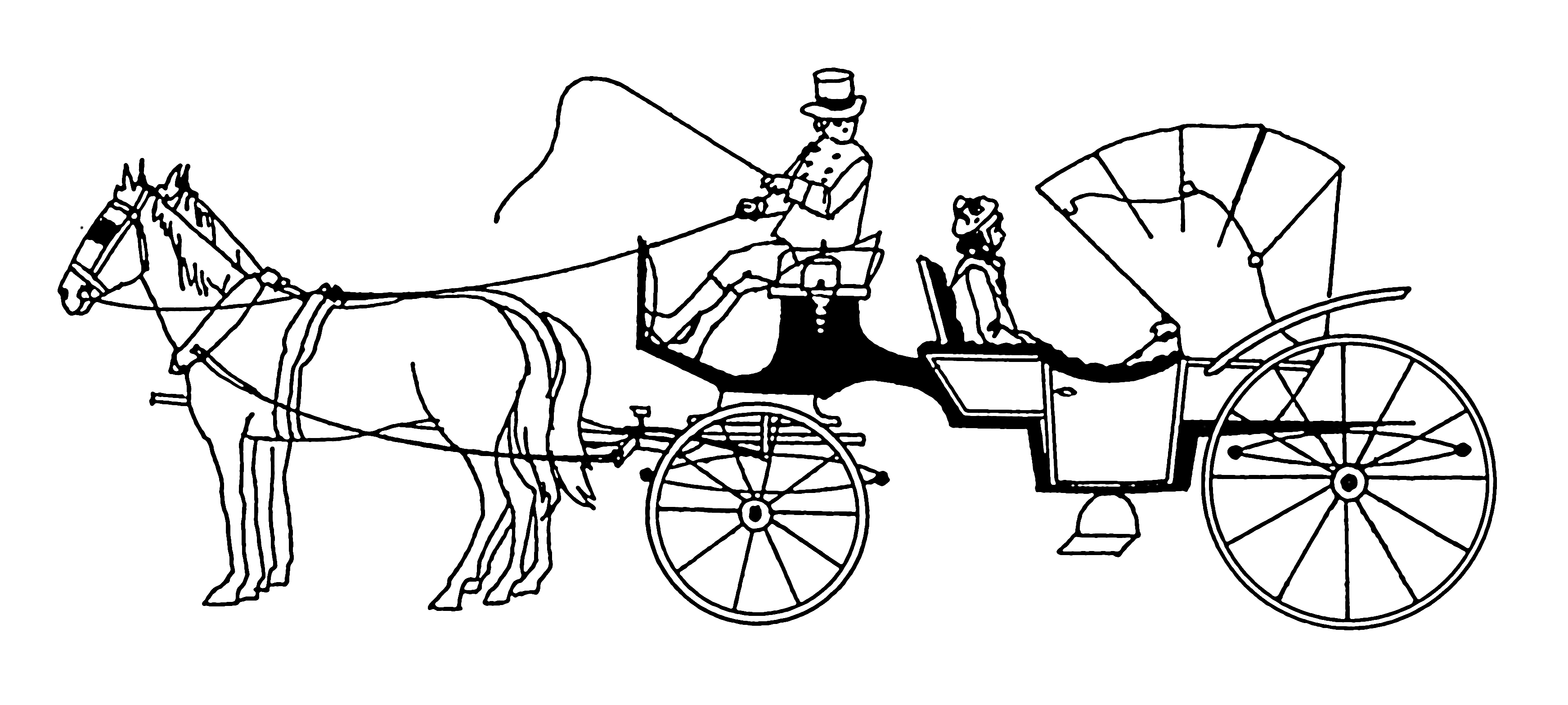
La calèche (barouche), le moyen de transport à la mode.

La société de l'époque est très cloisonnée par la lenteur des transports. Les déplacements s'effectuent à cette époque à une vitesse moyenne de 11 km/h (7 miles par heure). Encore les routes peuvent-elles être en fort mauvais état, voire enneigées. À cette époque, il faut, par exemple, trois jours pour aller du Devon à Londres. Les voyages à Bath, ou à Londres, la grande métropole de près d'un million d'habitants, deviennent des expéditions de longue durée, et le retour dépendra des circonstances.
Lorsque l'on n'a pas les moyens d'entretenir une voiture et l'équipage qui lui est nécessaire, on peut voyager dans de bonnes conditions par la post-chaise, la chaise de poste, qui n'a pas de cocher, mais un simple postillon monté sur l'un des chevaux de l'attelage. Elle peut accueillir une ou deux personnes pour le modèle à deux roues ; le modèle à quatre roues, le mail coach, peut même accueillir jusqu'à quatre personnes sans bagages. Ce mail coach est un moyen de transport très rapide pour l'époque, puisqu'en 1784, il parcourt les 116 miles (185 km) de Londres à Bath en moins de 13 heures, soit une moyenne, considérée comme étonnante, de 15 km/h.
Même si l'on doit s'y mêler à des inconnus, c'est un moyen plus rapide et plus agréable pour voyager que le stage coach (la diligence usuelle, gérée par une société privée), où les gens s'entassent, jusques et y compris sur le toit (même en plein hiver) ou que le lent road-wagon, sorte de lourde et énorme diligence à dix roues, qui n'excède pas la vitesse moyenne de 5 km/h.

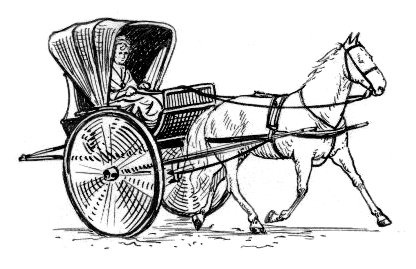
Chaise à un cheval, gig.

Quant à la chaise à porteurs, elle n'est guère utilisable qu'en ville, à laquelle sa maniabilité est bien adaptée.
La manière de se déplacer la plus plaisante et la plus élégante reste néanmoins de disposer de sa propre voiture. Parmi les modèles étonnamment variés que l'on peut se procurer, c'est sans doute la calèche (barouche), récemment introduite du Continent, qui est la plus agréable et la plus raffinée. C'est une voiture découvrable à quatre roues et deux chevaux, pouvant accueillir deux couples en vis-à-vis, et conduite par un cocher. Celui-ci est installé à l'avant sur son propre siège (barouche-box).
D'autres voitures (carriages), plus petites, à une ou deux places bien souvent, existent également : le curricle (« carrick ») à deux roues, léger, aristocratique, et tiré par deux chevaux, est connu pour être rapide au point de mettre souvent son occupant en danger.
Le gig est une simple chaise attelée d'un seul cheval, beaucoup plus modeste. Enfin, le phaeton à quatre roues, ouvert et tiré par deux chevaux au minimum, est haut sur roues (d'où son surnom de Highflyer), aussi rapide et tout aussi dangereux que le curricle.

#### Apparition du chemin de fer
C'est l'époque georgienne qui voit la naissance du chemin de fer et de la locomotive à vapeur, qui bouleversent les moyens de transport :
C'est tout d'abord un ingénieur cornouallais, Richard Trevithick, qui construit la première locomotive à vapeur en 1804. Sa locomotive, qui n'eut pas de nom de baptême, est utilisée dans l'usine sidérurgique de Pen-y-Darren au Pays de Galles, mais c'est un échec sur le plan économique, car sa machine est trop lourde pour la voie et reste en panne.
En 1812, un ingénieur et inventeur américain, Oliver Evans, publie sa vision du développement du chemin de fer à vapeur, avec un réseau de lignes à longue distance, desservi par des locomotives rapides, reliant les villes entre elles et réduisant sensiblement les temps de parcours tant pour les voyageurs que pour les marchandises. Evans précise que des voies parallèles devaient être prévues pour permettre la circulation des trains dans les deux sens.
En 1813, George Stephenson persuade le directeur de la houillère dans laquelle il travaille de le laisser construire une machine à vapeur. Il met au point la Blücher, la première locomotive à roues adhérentes. Les boudins des roues permettaient de faire rouler les trains sur le sommet des rails, et non plus dans des rails creux, simplifiant ainsi grandement la conception des aiguillages, et ouvrant la voie au chemin de fer moderne.
Enfin, la compagnie du chemin de fer Stockton and Darlington ouvre sa première ligne le 27 septembre 1825. Stephenson conduit lui-même sa machine, la Locomotion n° 1, sous les yeux d'une foule de spectateurs attirés par le spectacle.
Le chemin de fer prend alors son essor, pour concurrencer rapidement les autres moyens de transport (y compris le transport fluvial pour les marchandises lourdes) et devenir un élément essentiel de l'industrialisation en Angleterre.

## Les arts

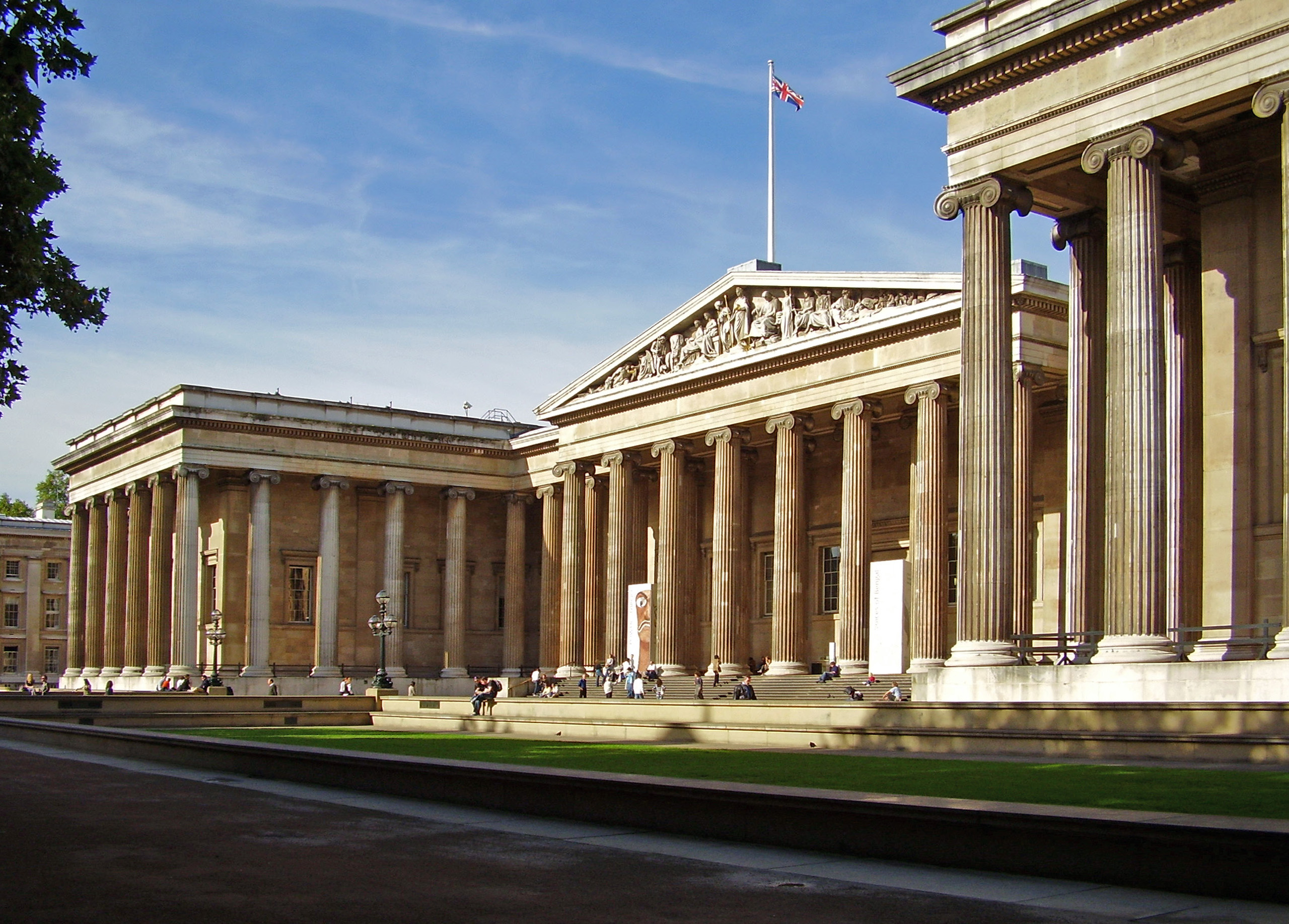
Entrée principale du British Museum depuis le Nord Est.

La période — et tout particulier le milieu du XVIIIe siècle — est marquée par son foisonnement culturel, avec la fondation du British Museum en 1753, et les apports d'hommes aussi illustres que le Dr Samuel Johnson, William Hogarth, Samuel Richardson et Georg Friedrich Haendel, parmi bien d'autres.
La société georgienne et ses centres d'intérêt sont remarquablement décrits dans les romans d'écrivains tels que Henry Fielding, Mary Shelley et Jane Austen, et caractérisée par l'architecture de William Kent, Robert Adam, John Nash et James Wyatt, avec l'émergence du style néogothique, qui renvoie à un « âge d'or » supposé de la conception architecturale.
L'épanouissement des arts est illustré de façon éclatante par les poètes romantiques, en particulier avec Coleridge, Wordsworth, Shelley, William Blake, John Keats, Lord Byron et Robert Burns. Leur œuvre ouvre une nouvelle ère pour la poésie, caractérisée par sa langue colorée et pleine de vie, qui évoque des thèmes et des idées visant à l'élévation de l'âme.
L'œuvre peinte de Thomas Gainsborough, Sir Joshua Reynolds et des jeunes William Turner et John Constable illustre le monde en pleine mutation de la société georgienne. Dans un autre domaine, le renouveau apparait aussi avec Lancelot Brown (connu sous le surnom de Capability Brown), un paysagiste considéré comme « le plus grand jardinier d'Angleterre ».
De beaux exemples d'une architecture georgienne typique sont le New Town d'Édinbourg, ou encore Bath, la partie georgienne de Dublin, ou Bristol.